# Kyle Stone
Kyle Stone (Santa Mónica, California, 18 de octubre de 1964 - Santa Mónica, 13 de septiembre de 2018) fue un actor pornográfico estadounidense.

## Biografía
Stone después de 14 años de películas pornográficas en 2007 fue introducido sobre la AVN Hall of Fame, y con frecuencia desempeña una función comprensiva como la del macho más viejo de la película porno; en el actual sobrepasa 1.500 películas para adultos.

Antes de comenzar negocio con las películas pornográficas Kyle Stone trabajó en un despacho de abogados de Los Ángeles. Él después de una llamada de teléfono errónea hace amistad con una estrella del porno llamada Natasha, e inicia una sesión de sexo telefónico. Los dos un par de semanas más tarde decidieron reunirse y han tenido relaciones sexuales: ella luego preguntó si alguna vez había pensado en una carrera en el porno.

## Filmografía (selección)
- 31 Flavors (2005)
- 100% Blowjobs 11 (2003)
- Adult Stars at Home 2 (2002)
- Barely Legal #6 (2001)
- 18 and Lost in Chicago (2001)
- Barely Legal #2 (2000)
- Bride of Double Feature (2000)
- 69th Parallel (1998)